# Климмер, Мартин
Теодор Мартин Климмер (нем. Theodor Martin Klimmer; 10 января 1873, Диппольдисвальде — 12 февраля 1943, Дрезден) — немецкий ветеринар, профессор Лейпцигского университета.

## Биография
Теодор Мартин Климмер учился в дрезденской гимназии «Kreuzschule»; после окончания средней школы, он изучал ветеринарию в Высшей школе ветеринарной медицины в Дрездене (Tierärztliche Hochschule Dresden), где получил врачебную лицензию в 1895 году. Затем он переехал в Берн, где в 1897 году защитил кандидатскую диссертацию на тему «Является ли сахар нормальной частью мочи домашних животных?». С 1898 года Климмер состоял экстраординарным профессором биохимии в Высшей школе ветеринарной медицины, а с 1902 по 1923 — являлся полным профессором гигиены, бактериологии и инфекционных заболеваний животных. Затем, с 1923 по 1938 год, он был профессором в Лейпцигском университете. 11 ноября 1933 года Мартин Климмер был среди более 900 ученых и преподавателей немецких университетов и вузов, подписавших «Заявление профессоров о поддержке Адольфа Гитлера и национал-социалистического государства».
Климмер защитил еще одну диссертацию — стал кандидатом ветеринарных наук; его специализацией была передача болезней животных людям. Занимался исследованиями вакцин, работал в тесном контакте с их производителями. Его научным преемником в 1938 году стал Адольф Мейн (Adolf Meyn, 1898—1962). Климмер также активно занимался альпинизмом.

## Работы
- Veterinärhygiene, 3 Bde., Berlin 1908
- Mitautor: Handbuch der Serumtherapie und Serumdiagnostik in der Veterinärmedizin, 2 Bde., Leipzig 1911
- (Mithrsg.; Alfred Wolff-Eisner): Handbuch der Nahrungsmittel, 4 Bde., Leipzig 1914-20
- Milchkunde mit besonderer Berücksichtigung der Milchhygiene und der hygienischen Milchüberwachung, 2. neubearb. u. verm. Aufl., Berlin 1932